# Кудрявцев, Сергей Александрович
Серге́й Алекса́ндрович Кудря́вцев (1903, с. Нивы, Бежецкий уезд, Тверская губерния, Российская империя — 25 апреля 1938, Москва, СССР) — советский государственный и партийный деятель. Первый секретарь Харьковского и Киевского обкомов КП(б) Украины (1936—1937). Член ЦК КП(б) Украины. Член Политбюро ЦК КП(б) Украины. Входил в состав особой тройки НКВД СССР.

## Биография
Родился в 1903 году в селе Нивы Бежецкого уезда Тверской губернии Российской империи. Окончил реальное училище. С 1919 года член РКП(б).
С 1919 по 1924 год председатель Бежецкого уездного комитета РКСМ (Тверская губерния), ответственный секретарь Харьковского губернского комитета КСМ Украины, заведующий организационным отделом ЦК КСМ Армении, ответственный секретарь ЦК КСМ Абхазии, заведующий организационным отделом Закавказского краевого комитета, Уральского бюро ЦК РКСМ, ответственный инструктор ЦК ВЛКСМ.
С 1924 по 1926 год в РККА.
В мае 1924 - сентябре 1926 - секретарь Виноделенского районного комитета ВКП(б) Ставропольского округа.
В сентябре – декабре 1926 года – красноармеец 24-й тяжелой артиллерийской дивизии в Тифлисе.
С 1927 года — инструктор и секретарь Тифлисского комитета КП(б) Грузии.
В декабре 1928 – апреле 1929 года – заместитель заведующего организационным отделом Тифлисского комитета КП(б) Грузии.
В апреле 1929 – августе 1930 года – ответственный секретарь Южно-Осетинского областного комитета КП(б) Грузии.
В августе 1930 – феврале 1932 года – ответственный секретарь Керченского городского комитета ВКП(б) Крымской АССР.
С 1929 по 1930 год — ответственный секретарь Областного комитета КП(б) Грузии Автономной области Юго-Осетии.
В 1933 году секретарь Керченского городского комитета ВКП(б) (Крымская АССР).
С декабря 1933 по март 1934 года — 2-й секретарь ЦК КП(б) Азербайджана.
26 января —10 февраля 1934 года делегат XVII съезда ВКП(б) с решающим голосом от КП(б) Азербайджана.
С марта 1934 по сентябрь 1936 года — 2-й секретарь Закавказского краевого комитета ВКП(б).
С 21 сентября 1936 по 5 февраля 1937 года — 1-й секретарь Харьковского областного комитета КП(б) Украины.
С 8 января 1937 по 27 января 1938 года — член ЦК КП(б) Украины, член политбюро ЦК КП(б) Украины.
С 16 января по сентябрь 1937 года — 1-й секретарь Киевского областного комитета КП(б) Украины. Этот период отмечен вхождением в состав особой тройки, созданной по приказу НКВД СССР от 30.07.1937 № 00447 и активным участием в сталинских репрессиях.
С 3 июня 1937 по 27 января 1938 года — член оргбюро ЦК КП(б) Украины.
С 26 сентября 1937 по 27 января 1938 года — 2-й секретарь ЦК КП(б) Украины.
13 октября 1937 года арестован.
25 апреля 1938 года расстрелян в Москве.